# Aash Al Maleek
"Al Salam Al Malaki" (Arabisch: نشيد وطني سعودي) is het volkslied van Saoedi-Arabië. De tekst is geschreven door Ibrahim Khafaji (geboren 1935) en de muziek is gemaakt door Abdoel Rahman Al-Khateeb (geboren 1923). Het werd verkozen tot volkslied in 1950.
| Arabische versie | Latijnse versie | Nederlandse versie |
| سارعي للمجد والعلياء مجدي لخالق السماء وارفعي الخفاق أخضر يحمل النور المسطر رددي الله أكبر يا موطني موطني قد عشت فخر المسلمين عاش المليك للعلم والوطن | Sārʿī, Li-l-maǧdi wa-l-ʿalyāʾ, Maǧǧidī li-ḫāliqi s-samāʾ! Wa-rfaʿī l-ḫaffāqa l-ʾaḫḍar, Yaḥmilu n-nūra l-musaṭṭar Raddidī: Allāhu ʾakbar, Yā mawṭinī! Mawṭinī, Khadʿišta faḫra l-muslimīn, ʿĀša l-malik Li-l-ʿalam, Wa-l-waṭan! | Haast je, Voor glorie en suprematie, Verheerlijk de schepper van de hemelen! En verhoging van de groene vlag, draag de schriftelijke lichtreflecterende begeleiding, God is groot, O mijn land! Mijn land, Leef als de glorie van de moslims, Leven de koning, voor de vlag, en het vaderland! |